# ブライアン・ステパニック
ブライアン・ステパニック（Brian Stepanek、1971年2月6日 - ）は、アメリカ合衆国の俳優、声優。オハイオ州出身。

## 出演作品
- アイランド（ガンドゥ・3・エコー）
- スイート・ライフ（アーウィン）
- Major Crimes 〜重大犯罪課 シーズン2
- クレイジーワン　ぶっ飛び広告代理店
- ピート・ザ・チキン～僕は超人気セレブ!（英語版）
- NYPD ブルー　～ニューヨーク市警15分署 シーズン11
- 恋するマンハッタン シーズン1
- ビバリーヒルズ・チワワ2
- LBJ ケネディの意志を継いだ男
- ヤング・シェルドン Young Sheldon (2017-)